# Matthias Domaschk
Matthias Domaschk (* 12. Juni 1957 in Görlitz; † 12. April 1981 in Gera) war ein Vertreter der Bürgerrechtsbewegung der DDR und Stasiopfer.

## Leben
Matthias Domaschk war der Sohn von Gerhard und Ruth Domaschk. Bis zur sechsten Klasse besuchte er die Schule in Görlitz. Bereits in dieser Zeit kam er in Konflikt mit dem staatlichen Schulsystem, als er den Besuch der Christenlehre-Gruppe einem Arbeitseinsatz anlässlich des Geburtstags von Walter Ulbricht vorzog. Er interessierte sich besonders für Geschichte und Archäologie. Im Dezember 1970 zog die Familie Domaschk nach Neulobeda, einem Ortsteil von Jena, wo der Vater zum Hauptabteilungsleiter bei VEB Carl Zeiss befördert wurde und zu diesem Zweck auch in die SED eintrat. Matthias Domaschk besuchte in Neulobeda die Dr. Theodor Neubauer-Schule. Die Mutter von Matthias Domaschk arbeitete in der Bibliothek der Sektion Theologie der Jenaer Universität. Sie setzte gegen den Willen des Vaters Matthias’ Konfirmation durch. So kam er 1972 in die evangelische Junge Gemeinde in Lobeda. Dort lernte er seine Freundin und Lebensgefährtin Renate Groß kennen, die nach ihrem Theologiestudium ab 1974 in der evangelischen Kirchgemeinde Lobeda als Katechetin arbeitete.
Matthias Domaschk begann im September 1974 eine Ausbildung zum Feinmechaniker mit Abitur beim VEB Carl Zeiss Jena, die er im April 1977 beendete – jedoch aus politischen Gründen ohne Abitur.
Seit 1975 war er in der Jungen Gemeinde Jena-Stadtmitte engagiert. Während der Zeit als Berufsschüler im Alter von 17 Jahren, am 18. Januar 1975, erlebte Matthias Domaschk die polizeiliche Auflösung einer Verlobungsfeier eines Freundes in der Jenaer Gartenstraße 7. Als Begründung wurde „ruhestörender Lärm“  angegeben. Die zwanzig beteiligten Polizisten nahmen Feiergäste, die keinen Personalausweis hatten, teils unter Gewaltanwendung mit Schlagstöcken mit auf das Polizeirevier. Dort wurden sie ohne Angabe von Gründen durchsucht und fotografiert, bevor sie nach einigen Stunden freigelassen wurden. Nachdem sich mehrere der Jugendlichen mit gemeinschaftlich formulierten Eingaben und Anzeigen gegen die Volkspolizei beschwerten, wurden sie festgenommen und verhört. Vier der Freunde von Domaschk wurden zu Gefängnisstrafen bis zu einem Jahr verurteilt. Das MfS beobachtete daraufhin eingehend die regelmäßigen Treffen der Jugendlichen in der Gartenstraße 7. Der Freundeskreis um die dortige WG hatte in diesem Zusammenhang auch Kontakt zu Jürgen Fuchs und der Tochter des Schriftstellers Reiner Kunze, der die Enttäuschung von Jugendlichen, die ihre Freiheit leben wollen, in der Prosatext-Sammlung Die wunderbaren Jahre beschrieb. Im Dezember 1975, im Alter von 18 Jahren, zog Matthias Domaschk aus der Wohnung seiner Eltern in Neulobeda aus in das Stadtzentrum von Jena, Rähmen 3, wo er mit seiner Freundin Renate Groß lebte. Im Dezember 1976 kam ihre Tochter Julia zur Welt.
1976 beteiligte er sich an Protesten gegen die Ausbürgerung Wolf Biermanns aus der DDR, es kam zu ersten Verhören durch das MfS. 1977 organisierte er Hilfsaktionen (Briefe und Pakete) für verhaftete Jenaer Oppositionelle und fuhr mit seiner damaligen Lebensgefährtin Renate nach Prag, wo beide der neu gegründeten Charta 77 über die Ereignisse in Jena berichteten. Die Reise wurde von staatlichen Organen als konspirative Tat wahrgenommen. Wegen seines politischen Engagements wurde er vier Wochen vor den mündlichen Abiturprüfungen aus der Abiturklasse ausgeschlossen und durfte nur noch seine Facharbeiterausbildung abschließen. Damit konnte er nicht mehr wie geplant Geodäsie studieren.
Nach Abschluss der Lehre fand er trotz mehrerer Bewerbungsschreiben monatelang keine Anstellung. Schließlich bot ihm das ZIMET, ein mikrobiologisches Forschungsinstitut der Akademie der Wissenschaften der DDR in Beutenberg, eine Stelle als Maschinist für die Lüftungsanlagen im Vierschichtbetrieb. Diese Tätigkeit missfiel Domaschk anfangs, da sie sich überwiegend auf den Heizungskeller beschränkte. Der Verdienst war jedoch verhältnismäßig hoch und es bot sich Zeit zum Lesen und zu Telefonaten. Später, bis zu seinem Tod, arbeitete er in der Tankschlosserei des ZIMET.

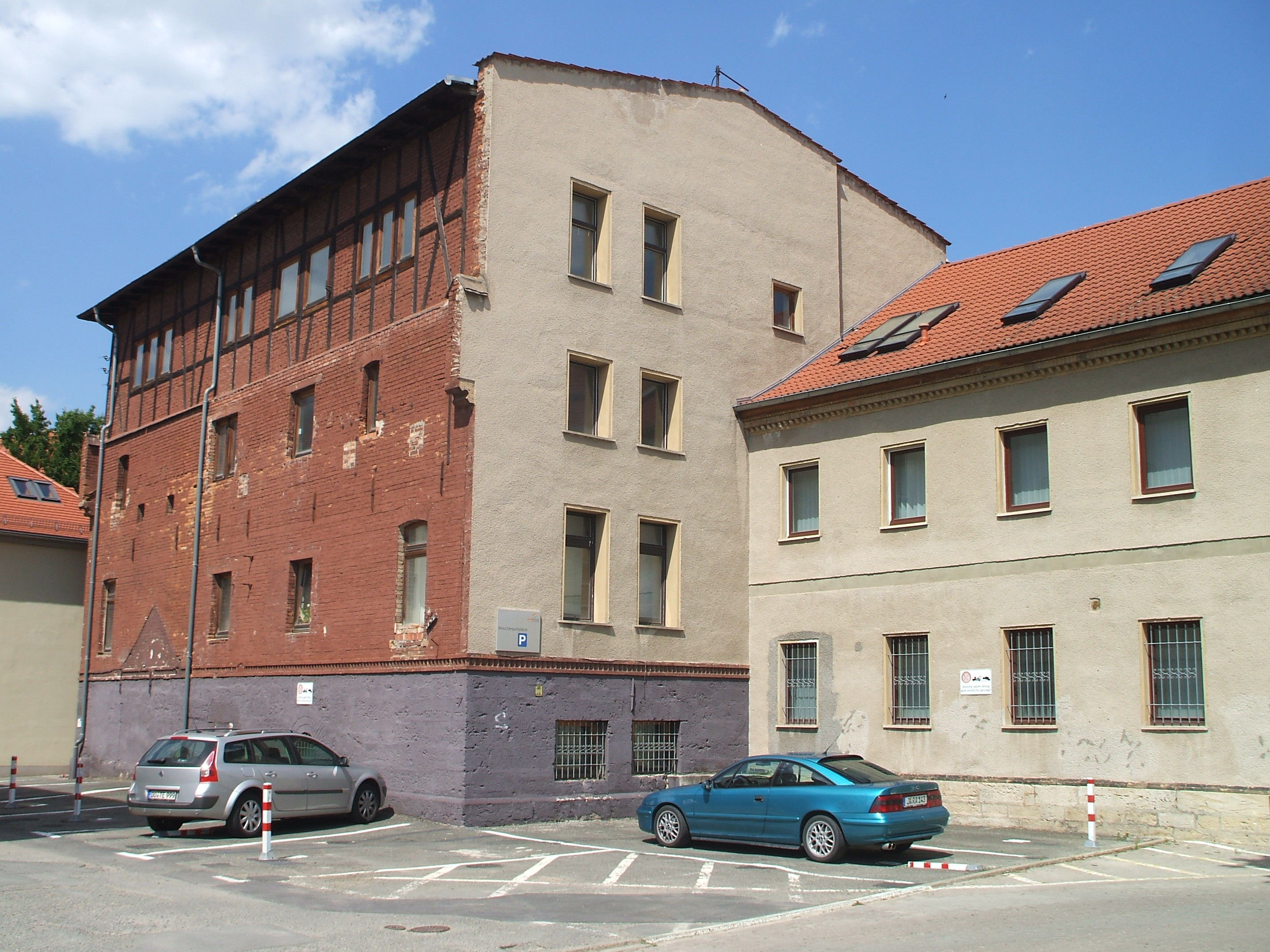
Ehemaliges Wohnhaus von Matthias Domaschk und Renate Groß (Jena, Am Rähmen 3, abgerissen 2014)

Vom Herbst 1977 leistete er bis 1979 Grundwehrdienst bei der Nationalen Volksarmee. 1980 nahm er an Treffen der Initiativgruppe für einen Sozialen Friedensdienst sowie an Ost-West Treffen zwischen ehemaligen Jenaern und Akteuren der Jungen Gemeinde in Polen teil. Mit seinem Jenaer Freund Peter Rösch besuchte er Danzig, wo Kontakte zur polnischen Solidarność angebahnt werden sollten. Ein Spitzel der Staatssicherheit behauptete am 23. März 1981 gegenüber seinem Führungsoffizier Roland Mähler, Domaschk wolle den politisch zwangsexmatrikulierten Philosophiestudenten Siegfried Reiprich als „ideologischen Kopf“ einer Terrorgruppe nach dem Vorbild der italienischen Roten Brigaden gewinnen. Der Bericht war falsch. Domaschk und sein enger Freundeskreis verschafften sich auch heimlich Bücher von Leo Trotzki und Mao Tsetung, Publikationen des KBW und der KPD/ML und hörten Radio Tirana.
Am 10. April 1981 war Domaschk mit Rösch unterwegs zu einer Geburtstagsfeier nach Ost-Berlin. Am gleichen Wochenende fand dort der X. Parteitag der SED statt. Auf Befehl des MfS wurden Domaschk und Rösch im Zug verhaftet und nach ersten Verhören in Jüterbog am nächsten Tag in die Untersuchungshaftanstalt der Bezirksverwaltung Gera des MfS verbracht. Der Vorwurf: sie hätten Störaktionen während des Parteitages geplant.
In Gera schrieb Domaschk dann am 12. April nach stundenlangen Verhören eine handschriftliche Verpflichtungserklärung zur inoffiziellen Mitarbeit für das MfS. Kurz danach, vor seiner offiziellen Entlassung gegen 14 Uhr, kam er im Besucherraum der MfS-Untersuchungshaftanstalt unter ungeklärten Umständen ums Leben. Die Angaben zur Todeszeit variieren in den MfS-Akten um 15 Minuten. Laut offizieller Version des MfS beging Domaschk Suizid, indem er sich mit seinem eigenen Hemd an einem Heizungsrohr erhängte. Das wird von Angehörigen und Freunden bis heute stark bezweifelt.

## Wirkungsgeschichte

### Rezeption in der DDR
Die Nachricht von Domaschks Tod sprach sich schnell in den oppositionellen Kreisen in Jena herum und gelangte in andere Städte der DDR. Obwohl es die Staatssicherheit zu verhindern suchte, kamen zu Matthias Domaschks Beerdigung am 16. April 1981 mehr als hundert Freunde zum Friedhof, die Stasi zählt 107 Trauergäste.
Nach dem Tod von Domaschk kam es zu einem verstärkten Aufbegehren in Jena und zu einem Anstieg der Ausreiseanträge.
Domaschks Freunde Roland Jahn, Petra Falkenberg und Manfred Hildebrandt machten zu seinem ersten Todestag mit einer Trauerannonce, die sie zudem heimlich an gut frequentierten Orten im Stadtgebiet anbrachten, auf seinen ungeklärten Tod aufmerksam.
Eine Gedenk-Plastik, die der Jenaer Bildhauer Michael Blumhagen Ostern 1982 auf dem Johannisfriedhof aufstellte, wurde vier Tage später von einem Einsatzkommando im Auftrag der Staatssicherheit gestohlen. Roland Jahn fotografierte den Abtransport.

### Juristische Aufarbeitung nach 1990
Die Frage, ob Domaschk wirklich Suizid beging, einem Unfall zum Opfer fiel oder aber ermordet wurde, konnte bis heute nicht zweifelsfrei geklärt werden, weil die verantwortlichen MfS-Offiziere schweigen. Im September 2000 kam es zum letzten Prozess, bei dem sein Freund Peter Rösch als Zeuge aussagte. Die Anklage der Freiheitsberaubung wurde nach DDR-Strafgesetzbuch verhandelt, da aus den vorhandenen Indizien, die gegen Suizid sprachen, weder eine von außen herbeigeführte Todesfolge noch eine eindeutige Rechtsbeugung nachgewiesen werden könne, so die damals zuständige Staatsanwaltschaft Gera. Sie hat deshalb die Strafanzeige der Freiheitsberaubung mit Todesfolge abgewiesen. Die MfS-Offiziere wurden zu geringen Tagessätzen wegen Freiheitsberaubung verurteilt. Für die Hinterbliebenen und Freunde steht fest, dass das MfS für den Tod Domaschks verantwortlich ist.
Im Januar 2015 kündigte die seit Dezember 2014 amtierende rot-rot-grüne Thüringer Landesregierung eine erneute Überprüfung des Falles an.

### Ehrungen

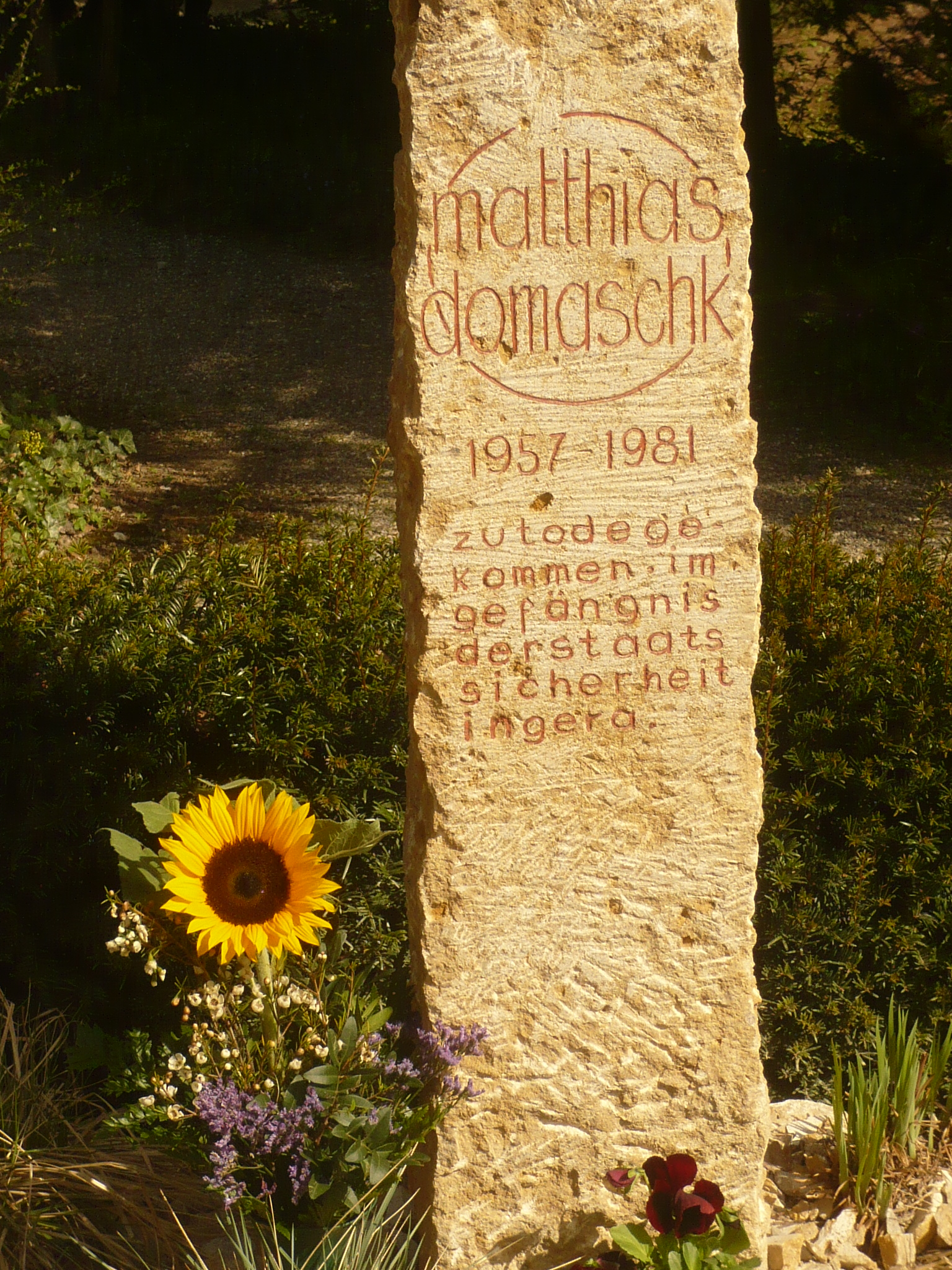
Matthias Domaschk Ehrengrab (Jena, Nordfriedhof, 2011)

Im Jenaer Stadtteil Lobeda-West ist eine Straße nach Matthias Domaschk benannt.
Ein Hörsaal der Friedrich-Schiller-Universität Jena erhielt 2009 auf Initiative des Studierendenrates seinen Namen. An seinem 30. Todestag wurde auf dem Jenaer Nordfriedhof im Urnenhain IIIa ein Ehrengrab eingeweiht.
Zwei aus der DDR-Opposition hervorgegangene Archive, die sich der Aufarbeitung der SED-Diktatur verschrieben haben, tragen seinen Namen: das Matthias-Domaschk-Archiv in der Robert-Havemann-Gesellschaft e. V. in Berlin und das Thüringer Archiv für Zeitgeschichte „Matthias Domaschk“, e. V. in Jena.
Im Jahr 2023 erschien das Sachbuch „Jena – Paradies. Die letzte Reise des Matthias Domaschk“, das in Romanform vom Leben des Jugendlichen Matthias Domaschk erzählt und auf Gesprächen mit mehr als 160 Zeitzeugen basiert, zumeist Verwandte, Freundinnen und Freunde, aber auch „30 ehemalige Mitarbeiter der Staatssicherheit, darunter diejenigen, die mit Matthias Domaschk bei seiner letzten Reise zu tun hatten. Darüber hinaus wurden für dieses Buch etwa 60.000 Seiten teils erstmals aufgefundene MfS- und andere Akten in mehreren Archiven durchgesehen und ausgewertet.“
Posthum wurde Matthias Domaschk 2023 in Danzig für seine Verdienste rund um die polnische Solidarność ausgezeichnet.